# 헤더 마주
헤더 메이저(Heather Mazur, 1976년 6월 17일 ~ )는 미국의 모델, 배우이다.
피츠버그에서 태어났다.

## 출연 작품
- 드라이브 미 투 베가스 앤 마스 (2018년)
- 아임 낫 히어 (2017년)
- 디스패치 (2016년)
- 리딩 맨 (2013년)
- 내 남자친구의 죽은 여자친구를 퇴치하는 법 (2008년)
- 살아있는 시체들의 밤 (1990년) - 사라 쿠퍼 역

### 텔레비전
- CSI - 뉴욕 (2004년)